# Mediáció
A mediáció (magyarul közvetítés) egy speciális konfliktusmegelőző, -kezelő módszer és folyamat, amelynek lényege, hogy a két vagy több fél vitájában, a konfliktusban állók beleegyezésével egy semleges, harmadik fél (mediátor) jár közben.
A mediátor segít tisztázni a konfliktus természetét és olyan megoldást találni, amely az érintettek számára kielégítő, sőt nem ritkán kifejezetten örömteli.
A szó – mediare – eredeti jelentése:
- középen állni,
- egyeztetni,
- közbenjárni,
- közvetíteni,
- békéltetni.

A mediáció főbb elemei:
- a konfliktus tettenérése (panasz),
- ontológiák feltérképezése és azonosítása,
- bizalmatlanság, sértettség, merev attitűdök feloldása, téves heurisztikák blokkolása, ontológia gyengítése,
- célok összehangolása, közös narratíva kialakítása
- az egyezkedés folyamatának lépésekre bontása,
- az egyezkedést segítő technikák alkalmazása
- alternatív megoldások keresése,
- az álláspontok közelítése,
- a felek kommunikációs stratégiáinak fejlesztése,
- deutero tanulás.

A mediáció főbb területei:
- Büntetőügyi mediáció
- Családi és válási mediáció
- Diplomáciai közvetítés
- Egészségügyi mediáció
- Interkulturális mediáció
- Iskolai mediáció
- Kamasz-szülő mediáció
- Közigazgatási mediáció
- Szervezeti (munkahelyi) mediáció
- Szervezetközi (gazdasági) mediáció

A mediáció egyes irányzatai:
- Ontológia alapú tanácsadás: coaching és mediáció
- Jóvátételre építő mediáció
- Rendszerállításon alapuló mediáció
- Megoldásközpontú mediáció

Mediáció szervezetei:
- Országos Mediációs Egyesület
- Magyar Coachszövetség Közhasznú Alapítvány
- IACM, International Association of Coaching and Mediation
- Magyar Kapcsolatügyeleti Mediátorok Országos Szövetsége

Nem feltétlenül jelent jogilag kötelező eljárási rendet, illetve jogszabályban meghatározott speciális formát. A mediátor nem döntőbíró, sokkal inkább vitavezetőként lép fel, hiszen a mediáció során a hangsúly a felek közötti egyezkedésen van. Ez a leginkább előnyös vitarendezési technika az üzleti-, kereskedelmi- és a pénzügyi világban, ahol különös jelentősége van a kiépített kapcsolatrendszer fenntartásának, a jó hírnévnek, a gyors döntéshozatalnak.
A mediáció definíciója Florida állam jogában a következőképpen szól:
„Mediáció alatt azt az eljárást kell érteni, amelynek során egy semleges harmadik fél segítséget nyújt a feleknek vitájuk rendezésére, anélkül azonban, hogy maga döntené el a vitát. Ez az eljárás teljesen informális és békítő jellegű, célja, hogy segítse a feleket egy kölcsönösen elfogadható egyezség létrehozásában.” (Florida, Mediation in any civil actions § 44.301)

## A mediáció története
A mediáció alapötlete, az az elképzelés, hogy az ellenséges és antagonisztikus kétoldalú kapcsolatok konfliktus megoldásához egy „harmadik semleges felet” hívnak segítségül egyáltalán nem új keletű.
A mediáció az idők során a különféle törzsi és más etnikai vagy kulturális csoportok között, Afrikától Európán át Ázsiáig, Közép- és Dél-Amerikától Japánig, mindig is igénybe vették a család vagy a közösség bölcs öregjeit, hogy békítő szerepet vállaljanak a konfliktushelyzetekben.
Kínában az egymást követő uralkodói dinasztiákban a mediáció a konfliktusmegoldás egyik legfőbb eszköze volt.
A feljegyzések szerint a mediáció eljárása a 19. században került alkalmazásra először eszközként a nemzetközi konfliktusok megoldásában. Például Nagy-Britannia közvetített Portugália és Brazília között 1825-ben, vagy a Vatikán (XII. Leó pápa) Németország és Spanyolország között a Karolina-szigetek ügyében. A mai nemzetközi diplomáciai tevékenység zöme is tulajdonképpen mediáció, és igen elterjedt a Közel-Kelet, a Balkán, Kelet-Timor térségében és számos más konfliktusban Afrika területén.
Egyes nemzetközi konfliktusokat, mint például azt a „csatát”, ami az izraeli hadsereg és a palesztinok között folyt 2002-ben Betlehemben a Születés Temploma miatt, úgy tartják számon, mint amit a mediáció segítségével oldottak meg.
Az Európai Unió fejlődésében a gazdasági unió érvényesül, a hatályos EK. irányelvek a mediátort független szakmai munkát végző szolgáltatóként határozza meg, a viták kezelésének alternatív eljárási lehetőségeként.
Magyarországon 2002-ben fogadta el az országgyűlés a Közvetítésről szóló törvényt, majd 2009-ben rendelt hozzá egy szakmailag káros, meghozatalakor erősen vitatott miniszteri rendeletet. 2012-ben a mediáció területén társadalmi szervezetek találhatóak, melyek közül egyes szervezetek az EK irányelveknek megfelelő mediáció kialakulásán, változásai jogszabályai körül őrködnek. (pl. Magyar Fogyasztók és Ügyfelek Országos Érdekvédelmi Szervezete, Magyarországi Állampolgári Jogvédő Központ stb.)

## Gazdasági mediáció
Az üzleti konfliktusok megoldására- cégek között illetve cégen belül alkalmazott: a legtöbb konfliktus mögött vállalati, gazdasági vagy személyes érdekek állnak. A gazdasági mediáció lehetőségeiből merítve idejekorán lehet elemezni, valamint az érdekeknek megfelelően, kedvező költségszinten és rövid idő alatt megoldani a konfliktusokat. A gazdasági mediáció fő alkalmazási területét az osztályok közötti, az üzemi tanács és az ügyvezetés közötti konfliktusok, az interkulturális problémák, a projektekhez kapcsolódó, vagy a vállalategyesítésnél vagy átszervezésnél, valamint vállalatok között felmerülő problémák képezik.
Valamennyi vállalkozó tudatában van annak, hogy ezek a problémák milyen gyorsan fajulhatnak komoly jogvitába. A konfliktusban hozott döntés felelősségét ezzel egy bíróra ruházzák át, és az ügyvédek igénybe vétele ráadásul gyakran megakadályozza a szembesülést a mélyben meghúzódó és a vitát ténylegesen kiváltó problémákkal.
Miután azonban csak a személyes célok teljesülése képes egy konfliktus tartós rendezésére, ezért egyre több vállalat veszi igénybe a gazdasági mediáció lehetőségét a viták megoldásához.

## Családi mediáció
A családi mediáció a szülők egymás közötti és gyermekeik közötti jövőbeni kapcsolatára figyel, és azon alapul, hogy a szülők tudják a legjobban, hogy a gyermekeiknek mire van szüksége. Kutatási tapasztalatok szerint a családi és válási mediációt a gyermek elhelyezésében, a kapcsolattartásban való megállapodásban, vagy lakóhely kijelölésében tartanak.
A párokat a válással kapcsolatos átmeneti élethelyzetben a zavarodottság, kudarc, bűntudat, düh és ambivalencia érzése árasztja el. Az érzelmi terhek megnehezítik a felnőttek döntéshozását a vagyon megosztásában és a gyermek elhelyezése kérdésében. Ha a felek nem tudnak megegyezni akkor a végső döntést a bíró hozza meg autoriter módon. A bírák és szakértők erősen túlterheltek, egyikük számára sincs speciális képzés és a tárgyalások „futószalagja” is megnehezíti az eljárást.
A felek ennek következtében úgy érzik, hogy személyes problémáikkal egyáltalán nem foglalkoztak, vagy nem megfelelően döntöttek, mert a nehezen érthető jogi kérdések uralták a tárgyalás témáját.
Magyarországon több iskola jött létre, vagy került átvételre külföldi műhelyekből. (Pl. coaching, TFKKE Országbíró-féle mediátoriskola, ontológiai alapú mediáció, tárgyalástechnikai alapú iskola, tranzakcionális elméleteken alapuló képzés, stb.).
A családi mediáció ezen a ponton léphet be a bírósági eljárás megelőző, vagy akár bírósági per szüneteltetésével egybekötött kiegészítő elemeként, mint olyan folyamat, melynek során szerephez juthatnak a szorongások, félelmek, annak érdekében, hogy jobban érthetővé váljék a felek mögöttes érdeke, ellentétes látásmódja.
Különösen javasolt a mediáció a tönkrement, elrontott házasságok eseteiben, amikor már képtelenek segítség nélkül kommunikálni egymással, amikor már az indulatok és negatív érzelmek elhatalmasodtak. Egyre erősebb a hosszú házasság keretein belüli vagyoni mediáció és mediátor előtt kötött egyezség.
A családi mediáció piaci vállalkozás, önálló szolgáltatóként a viták, konfliktusok, az elrontott kapcsolatok rendezésének szelíd módja, és olyan helyzetet és feltételeket teremt a résztvevők számára, amelyekben képesek saját ügyeik megnyugtató megoldására; tehermentesíti az igazságszolgáltatást és példát mutat a gyerekeknek abban, hogyan kell az élet nehéz helyzeteit kezelni, egymást tiszteletben tartani, de nem áldozattá válni.

## Válási mediáció
Napjainkra az Európára, Németországban vagy Magyarországon jellemző két fő irányzat (szakterületcsoport) a gazdasági mediáció, illetve a válási mediáció.
Napjainkra a párkapcsolati mediáció elkülönül a válóperes mediációtól, vagy a permegelőző válási mediációtól.
Független a KIM szakminisztérium által vezetett névjegyzékben szereplő képzett mediátorok Magyarország egész területén megtalálható igazságügyi szolgáltatók az EK irányelveknek megfelelően.
A magánéleti jogviták leggyakoribb ügycsoportja a válás indítása, a vagyonmegosztás, gyermekelhelyezés körüli vitás ügyek mediátor szakértő segítségével történő rendezése.
Válási mediációról beszélhetünk a válási szándék megjelenése idejében folytatott konfliktuskezelő igazságügyi közvetítői tevékenységnél, amelynek gyakori eredménye a házasság, élettársi kapcsolat megőrzése belső okiratban rögzített mediátori egyezséggel jövedelmekről, vagyonelemekről, használati módokról stb.
Válási mediációban nagy számban irodák csak az érzelmi sérülésekre, konfliktusok egy részére koncentrálnak, itt tartalmi és jogalanyként kezelhető egyezségek nehezen, vagy nem születnek meg.
A válási mediációban az érzelmek, konfliktusok és érdekek együtt helyezik központba magát a válással összefüggő konfliktust, amelyet a szakterület vonatkozásában felkészült mediátor a bírósági gyakorlatra figyelemmel segít több ülésben legfeljebb 4 hónap alatt egyezségre, amelyet lehetőség szerint okiratba foglal.
Válási mediáció történhet a mediátor szakértő iroda hivatalos irodájában, de igen gyakran kihelyezett helyszíneken, pl. hétvégén szállodában, közösségi helyszíneken társadalmi szervezetek támogatásában stb.